# ベストボディ・ジャパン協会
ベストボディ・ジャパン協会（ベストボディ・ジャパンきょうかい）は、日本の一般社団法人。プロレス団体「ベストボディ・ジャパンプロレスリング」、スポーツイベント「ベストボディ・ジャパン運動会（ベストボディ・ジャパンうんどうかい）」の運営も行っている。

## 概要
毎年、日本全国、ハワイで健康美を競う年齢別ボディコンテストを開催しており、年間の出場選手数は1万5千人以上、観客動員数は10万人以上になる日本最大、世界最大規模のコンテストである。

## 歴史
- 2012年11月23日、東京ビッグサイトで世界初の年齢別ボディコンテスト「BEST BODY JAPAN 2012」を開催。
- 2013年1月23日、谷口智一（代表理事兼会長）が一般社団法人ベストボディ・ジャパン協会を設立[1]。
- 2019年、日本全国47都道府県で大会を開催。
- 2022年11月23日、両国国技館で創立10周年記念大会「BEST BODY JAPAN 2022」を開催。
- 2023年11月19日、両国国技館で「BEST BODY JAPAN 2023」を開催。

## ベストボディ・ジャパンプロレスリング

### 歴史
- 2018年8月5日、ステラボールで旗揚げ戦を開催。
- 2019年9月1日、NEW PIER HALLで旗揚げ1周年記念大会「BEST BODY MANIA 2019」を開催。
- 2020年8月27日、新宿FACEで旗揚げ2周年記念大会「BEST BODY MANIA 2020」を開催。
- 2021年7月24日、 NEW PIER HALLで旗揚げ3周年記念大会「BEST BODY MANIA 2021」を開催。
- 2022年7月13日、大さん橋ホールで旗揚げ4周年記念大会「BEST BODY MANIA 2022」を開催。
- 2023年7月29日、NEW PIER HALLで旗揚げ5周年記念大会「BEST BODY MANIA 2023」を開催。
- 2024年8月3日、 NEW PIER HALLで旗揚げ6周年記念大会「BEST BODY MANIA 2024」を開催。
- 2025年7月5日、名古屋・中日ホール&カンファレンスで旗揚げ7周年記念大会「BEST BODY MANIA 2025」を開催。

### タイトルホルダー
| タイトル                    | 保持者                       | 歴代   |
| --------------------------- | ---------------------------- | ------ |
| BBW無差別級王座             | 水沼太一                     | 第7代  |
| BBWタッグ王座               | 遠藤哲哉 ゴージャス松野      | 第10代 |
| BBW6人タッグ王座            | 石井慧介 なべやかん 竹林早苗 | 第4代  |
| BBW女子王座                 | 空位                         | 第6代  |
| BBW女子タッグ王座           | 山中絵里奈 長谷川美子        | 第2代  |
| BBW世界スーパーボディ級王座 | 大竹仁美                     | 第10代 |

### 所属選手
- 谷口智一
- なべやかん
- 山中絵里奈
- 竹林早苗
- 唐澤志陽
- ラグジュアリー吉田（吉田和彦）
- 榎本高志
- 木村昌嗣
- 水沼太一
- 鈴木達也
- 木庭博光
- 大竹仁美
- 樋口靖洋
- 磯秀司
- 小久保アリサ